# Dán nyelv
A dán nyelv egyike az északi germán nyelveknek (ezeket skandináv nyelveknek is nevezik), mely az indoeurópai nyelvcsalád germán ágának egyik alcsoportja. A világon körülbelül 6 millió ember beszéli, akik többségükben Dániában élnek; Schleswig-Holstein északi részén – ahol kisebbségi nyelvnek számít – mintegy 50 000 dán használja. Dánia autonómiát élvező területein – Grönlandon és Feröeren – szintén hivatalos nyelv, és az iskolákban is kötelező tantárgy. Izlandon, az angolhoz hasonlóan, kötelező idegen nyelvként tanítják, bár előfordulhat, hogy norvéggal vagy svéddel helyettesítik. Az USA-ban, Kanadában és Argentínában is élnek dán nyelvet beszélő közösségek. A modern dán nyelv erősen redukálja a hangokat, ezért külföldieknek különösen nehéz megérteniük és tökéletesen elsajátítaniuk.

## Besorolása, rokon nyelvek
A svéd nyelvvel együtt a dán nyelv is a keleti skandináv nyelvek csoportjába tartozik, míg a norvég, a feröeri és az izlandi nyelv a nyugati skandináv nyelvek csoportját alkotja. Egy új típusú rendszerezés, mely a nyelvek kölcsönös érthetőségen alapul, a ma beszélt skandináv nyelveket két csoportra osztja: déli skandináv (dán) és északi skandináv (norvég, svéd) nyelvekre. Az izlandi és feröeri nyelv külön csoportot alkot, amit szigeti skandináv nyelveknek neveznek. Az írott dán nyelv és a norvég bokmål különösen hasonló, ám hangrendszerük és prozódiájuk miatt némileg különböznek. A dán, svéd és norvég nyelv beszélői megértik egymás nyelvét, bár a kutatások eredményei szerint a norvégul beszélők sokkal jobban megértik a dánt és a svédet, mint amennyire a dánok és a svédek egymást. Ez megfordítva is igaz: a dánok és a svédek sokkal jobban értik a norvég nyelvet, mint egymásét.

## Elterjedtsége
A dán nyelv Dánia, Grönland és Feröer hivatalos nyelve (a grönlandi, illetve a feröeri mellett). Korábban Izlandon is hivatalos nyelv volt. Dániában több mint 5 millió ember beszéli, a dán lakosság 97%-ának anyanyelve. 50 ezer dán él Németország Dániával határos, Schleswig-Holstein nevű tartományában, ahol a dán hivatalosan elismert regionális nyelv. A dán nyelv emellett az Európai Unió egyik hivatalos nyelve is.
Dániában nincs hivatalos nyelvet meghatározó törvény, ezért gyakorlatilag a dán nyelv az egyetlen, amit használnak. A polgári perrendtartás viszont a dánt jelöli meg a bíróságok nyelveként. A helyesírási törvény keretében a hatóságokat 1997 óta a hivatalos írásmód betartására kötelezik.

## Nyelvjárásai

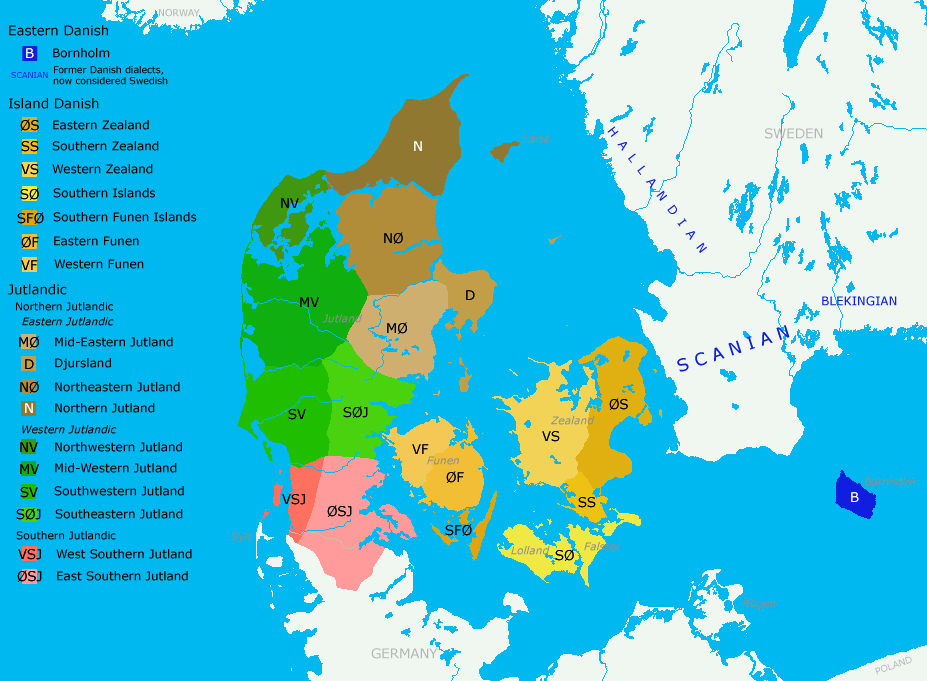
A dán nyelv nyelvjárásai

A standard dán nyelv (rigsdansk vagy rigsmål) a Koppenhágában, valamint a város környékén beszélt nyelvjárásokon alapul.
A dánul beszélők több mint 25%-a nagyvárosokban él, és a legtöbb kormányzati hivatal, intézmény és cég székhelye Koppenhágában található. Ennek eredménye egy meglehetősen homogén beszédforma. Bár Oslo és Stockholm a legmeghatározóbb a beszédnormák kialakulásában, Bergen, Göteborg és a Malmö-Lund régió mégis elég nagy ahhoz, hogy másodlagos beszédformák is kialakuljanak. Ennek nyomán a norvég és svéd nyelv sokkal változatosabb, mint a dán. Közmegegyezés szerint a standard dán nyelv a koppenhágai nyelvjárás egyik formáján alapul, de a legpontosabb formát mind laikusoknak, mind szakértőknek nehéz megállapítaniuk. Történetileg a standard dán nyelv a Sjælland és Scania nyelvjárásai közötti átmenetként alakult ki. A legkorábbi fennmaradt nyelvemlékek törvények szövegében lelhetőek fel. Ilyen nyelvemlék a keleti dán Skånske Lov, valamint a nyugati dán Jyske Lov.
A főváros és a központosított államszervezet túlsúlya ellenére az évszázadok során több elszigetelt, „vidéki” nyelvjárást is használtak. Az ilyen nyelvjárásokat korábban rengetegen használták, de a beszélők száma az 1960-as évek óta drámaian csökken. A vidéken élő közösségekben még mindig ismerik ezeket, de az ott élők általában a standard dán nyelv regionális változatát beszélik. Bornholm szigetének nyelvjárása azonban még ma is szélesebb körben használatos és több archaizmust is tartalmaz, köszönhető ez annak, hogy a sziget messzebb esik a Jüt-félszigettől és a többi szigettől. A bornholmi nyelvjárás formai szempontok alapján közelebbinek mondható a svéd nyelvhez.
A dán nyelv három különböző nyelvjárásra osztható:
- keleti dán (østdansk): Bornholm, Scania és Halland nyelvjárásai (a mai Svédország területén)
- szigeti dán (ømål vagy ødansk): Sjælland, Fyn, Lolland, Falster és Møn nyelvjárásai
- jütlandi (jysk): észak-, kelet-, nyugat- és dél-jütlandira osztható

## Írásrendszere
A dán ábécé három diakritikus betűvel egészül ki, az északi nyelvekhez hasonlóan ezek a betűrend legvégén állnak:
A betűk nevei: a, be, se, de, e, æf, ge, hå, i, jåd, kå, æl, æm, æn, o, pe, ku, ær, æs, te, u, ve, dobbelt-ve, æks, y, sæt, æ, ø, å

## Hangrendszere

### Magánhangzók
A dánban 16 magánhangzó van, amelyet azonban csak 9 betűvel jelölnek.
A 16 magánhangzó a következő:
|                       | Elöl képzett    | Elöl képzett          | Középen képzett       | Hátul képzett   | Hátul képzett |
| ajakkerekítés nélküli | ajakkerekítéses | ajakkerekítés nélküli | ajakkerekítés nélküli | ajakkerekítéses |               |
| --------------------- | --------------- | --------------------- | --------------------- | --------------- | ------------- |
| Zárt                  | [i] [iː]        | [y] [yː]              |                       |                 | [u] [uː]      |
| Középzárt             | [e] [eː]        | [ø] [øː]              |                       |                 | [o] [oː]      |
| Középső               | [ɛ] [ɛː]        | [œ] [œː]              | [ə]                   |                 | [ɔ] [ɔː]      |
| Középnyílt            | [æ] [æː]        | [ɶ]                   |                       | [ʌ]             | [ɒː]          |
| Nyílt                 | [a]             |                       |                       | [ɑ] [ɑː]        |               |

A hosszú hangok nyílt szótagban fordulhatnak csak elő. A nyílt szótag azt jelenti, hogy a magánhangzó után maximum egy mássalhangzó áll.
A fenti hangokat a következő betűkkel jegyzik le:
- a – [æ] / [ɑ]: kan[kænˀ], gammel [ˈgɑml], Dahl [dɑ:l]
- e – [e] / [ɛ] / [ɑ]: leve[ˈlevɛ], spise [ˈsb̥i:sɛ], jeg [jɑɪ] (g előtt)
- i – [i] / [e] / [ɪ]: ville [ˈvilɛ], vil [vel], Eigtved [ˈɑɪtvɛˀ]
- o – [o] / [ɒ]: skole [ˈsko:lɛ], bold [bɒlˀd]
- u – [u] / [ɔ]: guld [gul], Ungarn [ˈɔŋgɑ:n](n előtt)
- y – [y] / [ø]: lyst [lyˀsd̥], yngre [ˈøŋrɛ] (szó elején)
- æ – [ɛ] / [ɑ]: mælk [mɛlk], græde [ˈgrɑˀðɛ] (r után)
- ø – [ø] / [œ]: øl [øl], gøre [ˈgœ:ɐ]
- å – [ʌ]: på [pʌ] (Régebben aa-val írták, egyes nevekben még ma is megtalálható ebben a formában)

Az idegen szavakban megtalálható betűk a dán kiejtés szerint ejtendőek (például: ä = æ, ö = ø, ü = y; au = au vagy o, ie = i, stb.
Kutatások szerint a magánhangzók aránylag nagy számából adódik, hogy a dán gyerekek más nyelvek beszélőinél lassabban sajátítják el anyanyelvüket, illetve egy adott korban kisebb szókinccsel rendelkeznek; ez a különbség 9-10 éves korukra egyenlítődik ki az eltérő anyanyelvűekhez képest.

### Mássalhangzók
A dán nyelvben 17-19 mássalhangzó található. Ezeket a következő táblázat mutatja:
|             | Bilabiális | Bilabiális | Labiodentális | Alveoláris | Alveoláris | (Alveolo)- Palatális | Veláris | Veláris | Uvuláris/ Faringeális | Glottális |
| ----------- | ---------- | ---------- | ------------- | ---------- | ---------- | -------------------- | ------- | ------- | --------------------- | --------- |
| Nazális     | m          | m          |               | n          | n          |                      | ŋ       | ŋ       |                       |           |
| Plozíva     | pʰ         | b̥          |               | tˢ         | d̥          |                      | kʰ      | ɡ̊       |                       |           |
| Frikatíva   |            |            | f             | s          | s          | ( ɕ )                |         |         |                       | h         |
| Approximáns |            |            | ʋ             | ð          | ð          | j                    |         |         | ʁ                     |           |
| Laterális   |            |            |               | l          | l          |                      |         |         |                       |           |

A fenti hangokat a következő betűkkel jegyzik le:
- b – [b]: barn [bɑˀn]
- c – [s] / [k]: citron [sitˈroˀn], (e vagy i előtt), cacao [kækæ.o] (egyéb esetben)
- ch – [ɕ]: chokolade [ɕokoˈlæ:ð]
- d – [d], [ð], []: dreng [drɛŋ], gade [ˈgæ:ðɛ] (magánhangzó után), holdt [hɒlt] (néma l, n vagy r után vagy t vagy s előtt
- f – [f]: far [fɑ:]
- g – [ɡ], [u], [ɪ], []: give [ˈɡi:vɛ], brag [ˈbrɑˀu], nøgle [ˈnœɪlɛ] (magánhangzó után), garage [ɡɑˈrɑ:ʒɛ] (idegen eredetű szavakban e és i előtt), kedelig [ˈke:ðɛle]
- h – [h], []: hat [hæd̥], hvem [vɛmˀ] (v vagy j előtt néma)
- j – [j], [ɪ]: ja [jæ], vej [vɑɪˀ], Jeannette [ɕæˈnɛt]
- k – [k]: kan [kæˀn]
- l – [l]: lille [ˈlilɛ]
- m – [m]: mor [moɐ]
- n – [n], [ŋ]: ni [niˀ], anker [ˈɑŋkɐ] (g és k előtt)
- ng – [ŋ]: sang [sɑŋˀ]
- p – [p], [b̥]: Peter [ˈpeˀðɐ], spise [ˈsb̥i:sɛ] (s után)
- qu – [kw]: quasi [ˈkwɑ:si] (csak idegen szavakban)
- r – [ʁ], [ɐ]: rejse [ˈʁɑɪsɛ], løber [løˀˈbɐ] (szó végén)
- s – [s]: se [seˀ]
- sj – [ɕ]: Sjælland [ˈɕɛlɑnˀ]
- t – [t], [d̥]: tage [tɑ:.ɛ], stor [ˈsd̥oˀɐ]
- v – [v], [ʊ]: avis [æˈviˀs], hav [hɑʊ] (szó végén)
- w' – [v]: watt [væt]
- x – [ks]: taxi [ˈtæksi]
- z – [s]: zulu [ˈsulu]

A kettőzött mássalhangzókat nem ejtjük hosszan!
Az idegen szavakban megtalálható betűk a dán kiejtés szerint ejtendőek (például: ph = f, sch = sh = sj, stb.

### A stød
A stød (torokzár) egy igen egyedi hangképződmény a dán nyelvben. Ez a képződmény megváltoztatja az azonos alakban írt szavak jelentését, mivel írásban nem jelölik, pl: løber „futó” [ˈlø:b̥ɐ] ≠ løber „(ő) fut” [ˈlø:ˀb̥ɐ] / [ˈløʊ̯ˀɐ],. Hogy melyik szót kell støddel ejteni, arra vannak szabályok, de egyszerűbb azt szavanként megtanulni.

### Hangsúly
A dán hangsúly általában az első szótagra esik, de vannak kivételek, például egyes igekötők hangsúlytalanok, az idegen eredetű szavak megtartják eredeti hangsúlyukat, egyes végződések hangsúlyosak, és igeragozás közben is változhat a hangsúly helye.

## Nyelvtana
A dán nyelv szókincse, és nyelvtana sokban hasonlít a többi skandináv nyelv nyelvtanára valamint egyértelmű a párhuzam a német és az óangol nyelvekkel.

### Főnevek
A dán főneveknek két nemük van: közös nem (fælleskøn, névelője: en) és semlegesnem (intetkøn, névlője: et). A legtöbb főnév közös nemű (hozzávetőleg a szavak 85%-a); a hovatartozásra pontos szabályok nem léteznek.
Határozott esetben a névelő a főnév végéhez kapcsolódik. Például: en dreng (egy fiú) → drengen (a fiú).
Van néhány főnév melyeknek csak többes számú alakja létezik például: penge (pénz), bukser (nadrág), briller (szemüveg).

### Többes szám

#### Nem rendhagyó többes szám
- szó + -er: en abe (egy majom); aben (a majom); aber ( majmok); aberne (a majmok)
- szó + -e: en dør (egy ajtó); døren (az ajtó); døre (ajtók); dørene (az ajtók)

Vannak olyan főnevek melyeknek az egyes számú alakja megegyezik a többes szám határozatlannal: et ord (egy szó); ordet (a szó); ord (szavak); ordene (a szavak).
Arról, hogy egy-egy szót, hogyan teszünk többes számba, szabály nem létezik. Azonban nagy általánosságban megállapítható, hogy a rövidebb (egy szótagú) szavakhoz –e–t, a hosszabb (kettő vagy annál több szótagú) szavakhoz pedig –er toldalékot teszünk a többes szám képzésénél, azonban ez alól rengeteg a kivétel.
Az anyagnevek nem rendelkeznek többes számmal (például tej, vaj, liszt és a vegyi anyagok túlnyomó többsége).

#### Rendhagyó többes szám, változó magánhangzó a szótőben (flexió)
- a → æ
  - and – ænder (kacsa)
  - fader – fædre (apa)
  - kraft – kræfter (erő)
  - mand – mænd (ember/férfi/férj)
  - nat – nætter (éjszaka)
  - stad – stæder (város)
  - stang – stænger (pózna/rúd)
  - tand – tænder (fog)
  - tang – tænger (csipesz/fogó)
- o → ø
  - bog – bøger (könyv)
  - bonde – bønder (farmer)
  - broder – brødre (báty)
  - fod – fødder (láb)
  - ko – køer (tehén)
  - moder – mødre (anya)
  - rod – rødder (gyökér)
- a → ø
  - barn – børn (gyerek)
  - datter – døtre (lány|a vkinek)
- å → æ
  - gås – gæs (lúd)
  - hånd – hænder (kéz)

Rendhagyóak az idegen eredetű szavak is például: risiko – risici, konto – konti (latin), check – cheks (angol)

### Személyes névmások
- E/1 – jeg (én); mig (engem)
- E/2 – du (te); dig (téged)
- E/3 – han, hun (ő); ham, hende (őt)
- T/1 – vi (mi); os (minket)
- T/2 – I (ti); jer (titeket)
- T/3 – de (ők); dem (őket)

#### Birtokos névmások
A birtokos névmások a birtok nemének és számának megfelelően közös vagy semlegesnemben, illetve többes számban állnak.
- E/1 – jeg (én); min/mit (enyém); mine (enyémek)
- E/2 – du (te); din/dit (tiéd); dine (tied)
- E/3 – han, hun (ő); hans/sin, hendes/sin / hans/sit, hendes/sit (övé); hans/sine, hendes/sine (övéi)
- T/1 – vi (mi); vor/vort/vores[2] (miénk); vore (mieink)
- T/2 – I (ti); jeres/jert[3] (tietek); jeres (tieitek)
- T/3 – de (ők); deres (övék); deres (övéik)

Például:
min ven (a barátom)
mit hus (a házam)
mine forældre (a szüleim)
min taske
dit hus
hans frakke
dine tasker
vort/vores hus
deres frakker
A sin, sit, sine névmás a mondat egyes szám harmadik személyű alanyára utal, aki egyben a birtokos is, míg a hans, hendes után álló birtok birtokosa nem egyezik meg a mondat alanyával.
Például:
Stinne elsker sin mand. (Stinne szereti a férjét.) /a saját férjét/
Stinne elsker hendes mand. (Stinne szereti a férjét.) /egy másik nő férjét/

#### A visszaható névmások
- jeg – mig
- du – dig
- han/hun – sig
- vi – os
- I – jer
- de – dem

Például:
Han lukkede døren efter sig. (Becsukta maga mögött az ajtót.)
Jeg skal skynde mig. (Sietnem kell.)

#### Mutató névmások
A dánban – a magyartól eltérően – nem állhat névelő a mutató névmás (denne, dette, disse) mellett, viszont egyeztetni kell őket számban és nemben a főnévvel, amelyre utalnak. Egyes számúak a denne (közös nem) és a dette (semlegesnem). Többes számú a disse.
Például:
Dette hus er stort.
Disse bøger er interessante.
Gyakran a határozott névelő felel meg a mutató névmásnak, ilyenkor azonban hangsúlyossá válik: det gamle træ (az az öreg fa).

### Birtokviszony
Amikor a birtokos megelőzi a birtokot jelölő szót, akkor a birtokos –s ragot kap: Peters bog. (Peter könyve).

### Elöljárószók
i
a. hely (város, ország, utca):
Han bor i København.
De bor i Nørregade.
Han går i skole.
Jeg går i seng nu.
b. idő (óra):
Det er 10 minutter i 5.
Han har boet her i 2 år.
c. egyedi kifejezések:
Han underviser i dansk.
Hun er forelsket i ham.
på
a. hely (sziget, út):
De bor på Sjælland.
Han bor på Nyvej.
Bogen er på bordet.
b. idő (nap, óra (milyen gyorsan?)):
Jeg rejser på mandag.
På sondag er min fødselsdag.
Toget kører til København på 2 timer. (A vonat 2 óra alatt ér Koppenhágába.)
c. nyelvek előtt:
Hvad hedder det på dansk?
Hun kan sige det både på fransk og på spansk.
d.
farven på bilen = bilens farve
til
a. hely:
Jeg rejser til Danmark.
b. idő:
Banken er åben til kl. 17.
c.
Jeg giver bogen til ham. = Jeg giver ham bogen.
af
Ringen er lavet af guld.
Ringen er lavet af en mand. (passzív)
efter
Han vil komme efter kl. 3.
Efter planen skulle han komme nu.
De skyder efter en flaske.
for … siden
Han kom for en time siden. (Egy órája jött)
fra
Jeg kommer fra Danmark.
Hvor er du fra?
med
De skriver med en blyant. (Ők ceruzával írnak)
Han kører med bil, tog, bus.
Hun kom med bussen.
om
a. idő:
Jeg kommer om en time. (Egy óra múlva jövök/visszajövök)
Toget går om en halv time. ( A vonat fél óra múlva indul(megy)
b. rendszeresítő:
Han kommer om mandagen. (Hétfőnként jön)
Om sommeren skinner solen. (Nyaranta süt a nap)
Det er koldt om vinteren. (Telente hideg van)
c. körül:
Hun har en halskæde om halsen. (Egy nyaklánc van a nyaka körül) = Hun har en halskæde rundt om halsen.
over
Hun holdt paraplyen over hovedet. (Az esernyőt a feje fölött tartotta)
Han gik over gaden. (Átment az úton)
Det er 10 minutter over 4. (10 perccel múlt 4 óra)
Billedet hænger over bordet. (A kép az asztal fölött lóg)
under
Hunden ligger under bordet.
Temperaturen er under 0 grader.
Han var der under krigen. (Ő ott volt a háború alatt)

### Melléknevek
A melléknevek lehetnek „tiszták” (például: sød: édes, sur: savanyú, hvid: fehér), vagy más szófajból képzettek. Példa a főnévből képzett melléknévre: drengen (a fiú) ; drenget (fiús).
Az igéknek folyamatos és bejezett alakjából egyaránt képezhető melléknév: et afsluttet kapitel (egy lezárt fejezet); en afsluttende bemærkning (záró/befejező megjegyzés); det givne ord (az adott szó).
A melléknévi szerkezetekben a melléknevet a főnévvel megegyező esetben és számban kell szerepeltetni. Ez a „tiszta” mellékneveknél (amelyek a szótárban közös nemben szerepelnek)
Semlegesben határozott esetben –t, többes számban –e végződést jelent: en stor dreng ((egy) nagy fiú); de store drenge (a nagy fiúk); et sødt barn ((egy) aranyos gyerek); de søde børn (az aranyos gyerekek).
A melléknevek határozatlan, határozott és többes számú esete:
- -ig: ordentlig – ordentligt – ordentlige
- -sk: økonomisk – økonomisk – økonomiske
- -el, -en, -er: ædel – ædelt – ædle; fager – fagert – fagre; gammel – gammelt – gamle*
- -et: kantet – kantede – kantede
- -å, -ny, -fri, -løs: blå – blåt – blå; fabriksny – fabriksnyt – fabriksnye/ny; rentefri – rentefrit – rentefrie/fri

* -l, -n és –r előtt nem állhat kettős mássalhangzó.
A folyamatos igéből képzett, -ende végződésű melléknevek határozott esetben és többes számban nem változnak.

#### A melléknevek fokozása
A melléknevek fokozás szempontjából két csoportra oszthatók. Az egyik csoportba tartozókat a magyarhoz hasonlóan szó végi jellel kell fokozni; a középfok jele –ere, a felsőfoké –est.
A másik csoportba tartozókat a mere/mest (inkább/leginkább) segédhatározószó segítségével fokozzuk.
- sød – sødere – sødest
- venlig – venligere – venligst
- intelligent – mere intelligent – mest intelligent

Például:
Pigen er venligere end drengen. (A lány barátságosabb a fiúnál/mint a fiú.)
Han er mest intelligent af dem alle. (Ő a legokosabb mindnyájuk közül)
Rendhagyó fokozású melléknevek is vannak, néhány példa:
- megen/meget – mere – mest ((megszámlálhatatlan) sok)
- mange – flere – flest ((megszámlálható) sok)
- god – bedre – bedst (jó)
- dårlig – værre – værst (rossz)
- gammel – ældre – ældst (öreg)
- ung – yngre – yngst (fiatal)
- lille – mindre – mindst (kicsi/kevés)

### Hasonlítások
Azonosság: lige så + melléknév + som: Du er lige så stærk som han. (Ugyanolyan erős vagy, mint ő.)
Azonosság tagadása: ikke så + melléknév + som: Mette er ikke så køn som Lise. (Mette nem olyan szép mint Lise.)
Különbség: Melléknév + -(e)re* + end: Jonas er stærkere end Jakob. (Jonas erősebb, mint Jakob.)
* az –(e)re toldalékra csak az egy szótagú mellékneveknél szükséges: Bogen er mere interessant end filmen. (A könyv érdekesebb a filmnél.)
A nogen (noget, nogle) névmás jelentése jelzői funkcióban „némi, néhány, valamennyi”, de leggyakrabban nem fordítjuk magyarra. A nogen leginkább egyes számú, közös nemű szavak előtt szokott előfordulni: nogen tid (egy ideje).
Tagadó mondatban szinte mindig nogen névmást használunk: Han har aldrig nogen penge. (Sosincs pénze.)
A noget leggyakrabban egyes számú, semlegesnemű, megszámlálhatatlan szavak elé kerül: Giv mig noget vand! (Adj vizet!)
A nogle névmást elsősorban írásban, többes számú, megszámlálható főnevek előtt használjuk: Han har nogle problemer. (Problémái vannak. / Van egy pár problémája.)
A névmás három alakját ma már nem különböztetik meg a beszédben.
A mange, meget, megen szavak jelentése: „sok”. A mange megszámlálható, többes számú főnevek előtt áll: mange æbler (sok alma).
A meget (ejtsd: mál) a megszámlálhatatlan főnevek előtt áll: meget mad (sok étel),
meget vand (sok víz).
Régebben a közös nemű főnevek előtt használatos volt a megen névmás. Ma már azonban szinte mindig a meget névmást használjuk helyette. Kivételt képez néhány állandósult szókapcsolat: megen snak (sok beszéd).

### Számnevek
| Szám          | Tőszámnév                                  | Tőszámnév                                           | Sorszámnév                             | Sorszámnév                                       |
| Szám          | Leírás                                     | Kiejtés                                             | Leírás                                 | Kiejtés                                          |
| ------------- | ------------------------------------------ | --------------------------------------------------- | -------------------------------------- | ------------------------------------------------ |
| 0             | nul                                        | [ˈnɔl]                                              | nulte                                  | [ˈnɔld̥ə]                                         |
| 1             | en : et                                    | [ˈeːˀn] : [ed̥]                                      | første                                 | [ˈfɶ(ɐ̯)sd̥ə]                                      |
| 2             | to                                         | [ˈtˢoːˀ]                                            | anden : andet                          | [ˈann̩] : [ˈanəð̞]                                 |
| 3             | tre                                        | [ˈtˢʁ̥æːˀ]                                           | tredje                                 | [ˈtˢʁ̥að̞jə]                                       |
| 4             | fire                                       | [ˈfiːɐ]                                             | fjerde                                 | [ˈfjɛːɐ] or [ˈfjeːɐ]                             |
| 5             | fem                                        | [ˈfɛmˀ] (also [ˈfœmˀ] in younger speech)            | femte                                  | [ˈfɛmd̥ə]                                         |
| 6             | seks                                       | [ˈsɛɡ̊s]                                             | sjette                                 | [ˈɕɛːd̥ə]                                         |
| 7             | syv                                        | [ˈsyʊ̯ˀ]                                             | syvende                                | [ˈsyʊ̯ˀnə]                                        |
| 8             | otte                                       | [ˈɔːd̥ə]                                             | ottende                                | [ˈʌd̥nə]                                          |
| 9             | ni                                         | [ˈniːˀ]                                             | niende                                 | [ˈniːˀnə]                                        |
| 10            | ti                                         | [ˈtˢiːˀ]                                            | tiende                                 | [ˈtˢiːˀnə]                                       |
| 11            | elleve                                     | [ˈɛlʋə]                                             | ellevte                                | [ˈɛlfd̥ə]                                         |
| 12            | tolv                                       | [ˈtˢʌlˀ]                                            | tolvte                                 | [ˈtˢʌld̥ə]                                        |
| 13            | tretten                                    | [ˈtˢʁ̥ɑd̥n̩]                                           | trettende                              | [ˈtˢʁ̥ɑd̥nə]                                       |
| 14            | fjorten                                    | [ˈfjoɐ̯d̥n̩]                                           | fjortende                              | [ˈfjoɐ̯d̥nə]                                       |
| 15            | femten                                     | [ˈfɛmd̥n̩]                                            | femtende                               | [ˈfɛmd̥nə]                                        |
| 16            | seksten                                    | [ˈsɑjsd̥n̩]                                           | sekstende                              | [ˈsɑjs(d̥)nə]                                     |
| 17            | sytten                                     | [ˈsød̥n̩]                                             | syttende                               | [ˈsød̥nə]                                         |
| 18            | atten                                      | [ˈad̥n̩]                                              | attende                                | [ˈad̥nə]                                          |
| 19            | nitten                                     | [ˈned̥n̩]                                             | nittende                               | [ˈned̥nə]                                         |
| 20            | tyve                                       | [ˈtˢyːʊ]                                            | tyvende                                | [ˈtˢy(ː)ʊ̯nə]                                     |
| 21            | enogtyve                                   | [ˈeːˀnɐˌtˢyːʊ]                                      | enogtyvende                            | [ˈeːˀnɐˌtˢy(ː)ʊ̯nə]                               |
| 22            | toogtyve                                   | [ˈtˢoːˀɐˌtˢyːʊ]                                     | toogtyvende                            | [ˈtˢoːˀɐˌtˢy(ː)ʊ̯nə]                              |
| 30            | tredive                                    | [ˈtˢʁ̥ɑð̞ʋə]                                          | tredivte                               | [ˈtˢʁ̥ɑð̞fd̥ə]                                      |
| 40            | fyrre (arch. fyrretyve)                    | [ˈfɶːɐ] ([ˈfɶːɐˌtˢyːʊ])                             | fyrretyvende                           | [ˈfɶːɐˌtˢyːʊ̯nə]                                  |
| 50            | halvtreds (arch. halvtredsindstyve)        | [halˈtˢʁ̥as] ([halˈtˢʁ̥asn̩sˌtˢyːʊ])                   | halvtredsindstyvende                   | [halˈtˢʁ̥asn̩sˌtˢy(ː)ʊ̯nə]                          |
| 60            | tres (arch. tresindstyve)                  | [ˈtˢʁ̥as] ([ˈtˢʁ̥asn̩sˌtˢyːʊ])                         | tresindstyvende                        | [ˈtˢʁ̥asn̩sˌtˢy(ː)ʊ̯nə]                             |
| 70            | halvfjerds (arch. halvfjerdsindstyve)      | [halˈfjæɐ̯s] ([halˈfjæɐ̯sn̩sˌtˢyːʊ])                   | halvfjerdsindstyvende                  | [halˈfjæɐ̯sn̩sˌtˢy(ː)ʊ̯nə]                          |
| 80            | firs (arch. firsindstyve)                  | [ˈfiɐ̯ˀs] ([ˈfiɐ̯ˀsn̩sˌtˢyːʊ])                         | firsindstyvende                        | [ˈfiɐ̯ˀsn̩sˌtˢy(ː)ʊ̯nə]                             |
| 90            | halvfems (arch. halvfemsindstyve)          | [halˈfɛmˀs] ([halˈfɛmˀsn̩sˌtˢyːʊ])                   | halvfemsindstyvende                    | [halˈfɛmˀsn̩sˌtˢy(ː)ʊ̯nə]                          |
| 100           | hundred(e), et hundred(e)                  | [(ˈed̥) ˈhun(ʁ)ɐð̞(ð̞̩)]                                | hundrede, et hundrede                  | [(ˈed̥) ˈhun(ʁ)ɐð̞(ð̞̩)]                             |
| 101           | (et) hundred(e) (og) en                    | [(ˈed̥) ˈhun(ʁ)ɐð̞ (ɐ) ˈeːˀn]                         | (et) hundred(e) (og) første            | [(ˈed̥) ˈhun(ʁ)ɐð̞ (ɐ) ˈfɶ(ɐ̯)sd̥ə]                  |
| 200           | to hundred(e)                              | [ˈtˢoːˀ ˈhun(ʁ)ɐð̞(ð̞̩)]                               | to hundrede                            | [ˈtˢoːˀ ˈhun(ʁ)ɐð̞(ð̞̩)]                            |
| 1,000         | tusind, et tusind                          | [(ˈed̥) ˈtˢuːˀsn̩]                                    | tusinde, et tusinde                    | [(ˈed̥) ˈtˢuːˀsnə]                                |
| 1,100         | et tusind et hundred(e), elleve hundred(e) | [ˈed̥ ˈtˢuːˀsn̩ ˈed̥ ˈhun(ʁ)ɐð̞(ð̞̩), ˈɛlʋə ˈhun(ʁ)ɐð̞(ð̞̩)] | et tusind et hundrede, elleve hundrede | [ˈtˢuːˀsnə ˈed̥ ˈhun(ʁ)ɐð̞(ð̞̩), ˈɛlʋə ˈhun(ʁ)ɐð̞(ð̞̩)] |
| 2,000         | to tusind                                  | [ˈtˢoːˀ ˈtˢuːˀsn̩]                                   | to tusinde                             | [ˈtˢoːˀ ˈtˢuːˀsnə]                               |
| 1,000,000     | en million, en million                     | [ˈeːˀn mil(i)ˈjoːˀn]                                | millonte                               | [mil(i)ˈjoːˀnd̥ə]                                 |
| 2,000,000     | to millioner                               | [ˈtˢoːˀ mil(i)ˈjoːˀnɐ]                              | to millonte                            | [ˈtˢoːˀ mil(i)ˈjoːˀnd̥ə]                          |
| 1,000,000,000 | en milliard                                | [ˈeːˀn mil(i)ˈjɑːˀd̥]                                | milliardte                             | [mil(i)ˈjɑːˀd̥ə]                                  |
| 2,000,000,000 | to milliarder                              | [ˈtˢoːˀ mil(i)ˈjɑːˀd̥ɐ]                              | to milliardte                          | [ˈtˢoːˀ mil(i)ˈjɑːˀd̥ə]                           |

Tőszámnevek
A számnneveket 0 és 12 között önálló nevekkel jelöljük, 13 és 19 között számnév és a -ten összetételével képezzük. 11 elleve, 12 tolv 13 treten, 14 fjorten, 15 femten, 16 seksten, 17 sytten, 18 atten, 19 nitten
A tízes számok a tíz többszörösei: 20 tyve, 30 tredive, 40 fyrre (létezik még egy régebbi hosszú alakja is: fyrretyve). 50 számtól a tízes számok a húszas számrendszert követik:
50 halvtreds (teljes alak:halvtredsindstyve) (halvtredje sinde tyve = 'fél harmad x 20'), 60 tres (tresindstyve = tre sinde tyve '3x20'), 70 halvfjerds (halvfjerdsindstyve = halvfjerde sinde tyve = 'félnegyed x 20), 80 firs (firsindstyve = fire sinde tyve '4 x 20'), 90 halvfems (halvfemsindstyve = halvfemte sinde tyve 'fél-ötöd x 20') Ezen különleges dán számnevek mellett a bankszektorban használják még az egyszerűbb számneveket (szám+tízes) alakban: 20 toti, 30 treti, 40 firti, 50 femti, 60 seksti, 70 syvti, 80 otti, 90 nitti Régebben a kereskedelemben használták, de ma már nem használatos széles körben. Az 50 koronás bankjegy FEMTI KRONER elnevezése is megszűnt 2009 óta.
Önálló szavak még: 100 hundrede, 1000 tusinde (tusind), 1 000 000 en million, 1 000 000 000 en milliard, 1 000 000 000 000 en billion
A német nyelvhez hasonlóan 20-tól felfelé hasonlóan képezzük a számneveket, tehát egyes + 10 (egyes og tízes) 'enogtyve' = 21, de ha a bankszektorban használt számneveket használjuk, akkor a szórend megegyezik az angol vagy a svéd nyelvével: 21 totien stb. 200 to hundrede, 300 tre hundrede stb. de: 754 syvhundredefireoghalvtreds
en hest (egy ló)
to heste (két ló)
hundrede heste (száz ló)

### Igék
A dán nem ragozó nyelv, így a személyes névmás feltüntetése minden esetben szükséges, míg maga az igealak minden számban és személyben azonos egyazon igeidőn belül. A jelen idejű ragozáshoz a főnévi igenévi alakhoz minden számban és személyben –r végződést kell fűzni, és a személyes névmást elé kell tenni.

#### Múlt idő
A múlt idő képzésénél két igeosztályt különböztetünk meg:
1. Itt attól függően, hogy magán- vagy mássalhangzóra végződik-e az ige –de vagy –ede végződéssel képezzük a múlt idejű alakot: flygte (menekülni), Drengen flygter (A fiú menekül), Drengen flygtede (A fiú menekült), Flygt! (Menekülj!)
2. Ennek végződése –te/-ete: tænke (gondolkodni), Pigen tænker på foråret. (A lány a tavaszra gondol), Pigen tænkte ikke på noget. (A lány nem gondolt semmire), Tænk på mig! (Gondolj rám)
Valamint vannak rendhagyó múlt idejű igék.
Egyes igéknek visszaható alakjuk is van, például: forene (egyesít) – forenes (egyesül). A visszaható igék képzésének másik módja a sig visszaható névmás hozzáfűzése (külön szóban).
A jövő idő képzése a vil vagy a skal szócskákkal történik. (A vil az angol will–nek,, a skal a shall-nek felel meg) Mind a vil mind a skal szó után az ige egyszerű főnévi igenevét tesszük.
A skal + főige szerkezettel ígéreteket, megbeszélt dolgokat fejezhetünk ki: Han vil være færdig med opgaven i morgen. (Holnapra kész lesz a feladattal.) – Jeg skal gøre rent i morgen. (Holnap takarítanom kell.)

#### Befejezett jelen/múlt
A befejezett jelen időt az at have vagy az at være jelen idejű alakja (har, illetve er) + a főige 3. szótári alakja segítségével fejezzük ki (a harmadik alak végződése –(e)t, valamint vannak rendhagyóak is).
A befejezett jelennel tudjuk kifejezni a cselekvés eredményességét, vagy utalni egy, a múltban kezdődött, de a jelenre is befolyással lévő, jelenben is tartó cselekvésre: Vi har boet her i to år. (Két éve lakunk itt.)
Az at være igét például: az at blive, at dø, at ske és általában a mozgást kifejező igék tárgyatlan alkalmazásakor használjuk; tárgyas igék esetében és a nem mozgást kifejező igék használatakor pedig az at have áll: Hun er flyttet til Sverige. (Svédországba költözött.)
A befejezett múlt időt az at have vagy az at være múlt idejű alakja (havde, illetve var) + a főige 3. szótári alakja segítségével fejezzük ki. A befejezett múlt segítségével egy múltbeli esemény, cselekvés (amelyet leggyakrabban múlt idővel fejezünk ki) előtt történt eseményre, egy korábban megkezdett cselekvésre, illetve annak eredményére tudunk utalni.

#### Felszólító mód
A felszólító módú alakot (egyes- és többes számban is) az ige at nélküli alakjából (egyszerű főnévi igenév), illetve az –e–re végződő igék esetében az –e elhagyásával kapjuk: Gå! (Menj!); Løb! (Fuss!)
Ha kettős mássalhangzóra végződik az igető, a szó végi –e hanggal együtt a második mássalhangzó is levész: Kom! (Gyere!)

#### Der szerkezet
Der-szerkezetet az ún. személytelen szerkezetű mondatokban használunk. Általában valaminek a létezését vagy hiányát fejezzük ki vele: Der er ikke bjerge i Danmark. (Nincsenek hegyek Dániában.); Der mangler 10 kroner. (Hiányzik 10 korona.)

#### Szenvedő igealak
Jelen időben az –s toldalékot csatoljuk az –r helyett, ezzel szenvedő igealakot kapva: bogen sælges (a könyvet árulják/eladják); bogen solgtes (a könyvet árulták/eladták)
Használat:
- Általános használat: Huset solgtes af manden. (A házat eladta az ember)
- Az ige elé kerülhet segédige is: Huset må sælges. (A házat el szabad adni.); Huset skal sælges. (A házat el fogják adni/A házat el kell adni.)
- Események amik gyakran történnek: Dørene lukkes hver dag kl. 10. (Az ajtókat mindennap 10-kor zárják.)
- Tiltás és kötelezettség: Rygning forbydes. (Tilos a dohányzás! Tulajdonképpen: „A dohányzást megtiltják”)

Néhány igének csak az –s alakja van, annak ellenére, hogy nem szenvedő jelentésűek: Synes – syntes (gondolni); lykkes – lykkedes (sikerülni); Jeg synes, at hun skulle komme. (Azt gondolom, hogy neki jönnie kéne.); Det lykkedes mig ikke at sælge bogen. (Nem sikerült eladnom a könyvet.)
Amikor 2 ember csinál vmit egymással: enes, følges, mødes, ses, skændes, slås, tales ved: vi mødes hver dag (mindennap találkozunk); Vi ses i morgen! (holnap látjuk egymást, "~Bis morgen!"); drengene slås altid (a fiúk mindig ütik egymást (verekszenek)); vi tales ved (majd még beszélünk)

#### Blive passzív
Szenvedő igealakot a blive szó segítségével is képezhetünk:
- Jelen időben: Bliver + az ige múltigeje: Bogen bliver solgt.
- Múlt időben: Blev + múlt idő: Bogen blev solgt.
- Befejezett jelen időben: Er blevet + múlt idő: Bogen er blevet solgt.
- Befejezett múlt időben: Var blevet + múlt idő: Bogen var blevet solgt.

Használata:
- Gyakran befejezett múltban és jelenben valamint jövő időben használatos: Lyset er/var blevet / vil blive slukket. (A lámpa le van/volt oltva) / (A lámpa le lesz oltva)
- Ígéretek kifejezése: Brevet vil/skal blive sendt. (A levél el lesz küldve)
- A vmivé válas estén: Han blev gammel. (Megöregedett/Öreg lett); Hun blev bleg. (Elsápadt/Sápadt lett)

#### Ikke, ingen, intet
Az igéket az ikke „ragadószóval” tagadhatjuk: Jeg er ikke sulten. (Nem vagyok éhes.)
Az ikke nogen helyett gyakran az ingen szó használatos. (egyes szám közös nemben): Han har ingen penge. (Nincs pénze.)
Az ikke noget helyett pedig az intet szócskát. (egyes szám semlegesnemben): Jeg har intet gjort. (Nem csináltam semmit.)

### Kérdés
A hvem és a hvad egyaránt utalhat az egyes és a többes szám alanyára. Jelentésük tehát: „ki, kit, kik, kiket”, illetve „mi, mik, mit, miket”. A hvis a birtokosra kérdező névmás, jelentése „kié (kiké)”. 3-alakú névmás a hvilken (egyes szám, közös nem), hvilket (egyes szám, semlegesnem), hvilke (többes szám), jelentésük „milyen, melyik”. Példák:
- Hvem er den nye elev? (Ki ez az új tanuló?)
- Hvad laver du? (Mit csinálsz?)
- Hvis taske er det? (Kié ez a táska?)
- Hvilken kage vil du have? (Melyik süteményt szeretnéd?)
- Hvilket eventyr kan du godt lide? (Milyen mesét szeretsz?)
- Hvilke blomster har du købt? (Milyen virágokat vettél?)

Szóban gyakran használják a hvad for en (et, nogle) kérdő szerkezetet is „milyen (fajta)” jelentésében: Hvad for en bog læser du? (Milyen könyvet olvasol?)
További kérdőszavak: Hvornår, hvordan, hvorfor, hvor, hvor mange. Példák:
- Hvornår er din fødselsdag? (Mikor van a születésnapod?)
- Hvordan er du rejst? (Hogyan utaztál?)
- Hvorfor kom du ikke biografen? (Miért nem jöttél moziba?)
- Hvor mange søskende har du? (Hány testvéred van?)
- Hvorfor sagde hun det? (Miért mondta ezt?)
- Hvor kommer du fra? (Honnan jössz?)
- Hvor lang er filmen? (Milyen hosszú a film?)

## Néhány példamondat
- Hvad koster det? – Mennyibe kerül?
- Jeg har 20 kroner – 20 koronám van.
- Jeg hedder Per – Pernek hívnak.
- Tak! – Köszönöm!
- Hvordan går det? – Hogy vagy?
- Jeg elsker Danmark!- Szeretem Dániát!